# Furor (1896)
O Furor foi um destróier da Armada Espanhola que foi destruído na Batalha de Santiago de Cuba, pelo USS Gloucester, que matou grande parte da tripulação incluindo o capitão Fernando Villaamil em 3 de julho de 1898.